# The Underwater Menace
The Underwater Menace (La Menace Sous-marine) est le trente-deuxième épisode de la première série de la série télévisée britannique de science-fiction Doctor Who, diffusée pour la première fois en quatre parties hebdomadaires du 14 janvier au 4 février 1967. Considéré comme l'un des épisodes les plus ridicules de la série, seule la moitié de ses enregistrements a été retrouvée.

## Accroche
Le Tardis arrive sur une île volcanique et ses passagers se retrouvent capturés et emmenés dans les profondeurs de la Terre par un peuple se présentant comme les Atlantes.
Un savant fou, le professeur Zaroff, les a convaincus qu'il pourrait faire sortir Atlantis des profondeurs de l'océan, mais son vrai plan est de drainer l'océan dans le centre de la Terre, amenant à la destruction du monde.

## Casting
- Patrick Troughton — Le Docteur
- Anneke Wills — Polly
- Michael Craze — Ben Jackson
- Frazer Hines — Jamie McCrimmon
- Joseph Furst — Zaroff
- Colin Jeavons — Damon
- Noel Johnson — Le Roi Thous
- Tom Watson — Ramo
- Peter Stephens — Lolem
- Gerald Taylor — L'assistant de Damon
- Catherine Howe — Ara
- P.G. Stephens — Sean
- Paul Anil — Jacko
- Roma Woodnutt — Nola
- Graham Ashley — Le surveillant
- Tony Handy — Le garde de Zaroff

## Résumé
Jamie McCrimmon, le jeune musicien écossais récupéré en 1746, arrive pour la première fois dans le vaisseau du Docteur. Il a un peu de mal à se faire au principe de voyage dans le temps, notamment quand Ben et Polly lui apprennent que le Docteur a du mal à stabiliser les destinations. Alors que l'équipage fait ses vœux quant au lieu d'atterrissage, il semblerait qu'ils aient atterri sur une étrange île volcanique.
Partis l'explorer, ils se font capturer les uns après les autres et sont conduits dans un sas qui les emmène dans les profondeurs de la Terre. Là, ils sont en présence d'atlantes qui souhaitent les sacrifier au nom de leur dieu, Amdo. Avant la sentence, le Docteur demande à transmettre un petit message au scientifique des lieux, Zaroff, dans lequel il dit avoir un secret vital.
Zaroff intervient pour qu'ils ne soient pas condamnés à mort. Les atlantes envoient Ben et Jamie à la mine où ils retrouvent d'autres naufragés employés comme esclaves des mines, pendant que Damon, l'un des scientifiques atlantes, projette de convertir Polly en femme-poisson afin qu'elle serve parmi les esclaves chargés de ramener les planctons nécessaires à l'alimentation de la colonie.
Alors qu'il s'entretient avec Zaroff, le Docteur en profite pour couper le courant, empêchant la conversion de Polly, permettant sa fuite et sa rencontre avec une atlante, Ara, qui lui offre protection. Zaroff avoue au Docteur que sous couvert d'aider les atlantes à faire remonter leur île à la surface de la Terre, son but est de drainer l'eau de l'océan vers le noyau interne afin de détruire le monde. Refusant d'aider Zaroff, le Docteur prévient Ramo, un prêtre, de ce qui se trame. Ce dernier le croit, mais ils sont attrapés par des sbires de Zaroff. Ils sont mis au sacrifice, mais sauvés in extremis par Ben, Polly, et Jamie, cachés dans la statue du temple et s'étant fait passer pour le dieu Amdo.
Lorsque Lolem, le chef du culte, rapporte que la statue d'Amdo a avalé l'offrande, Zaroff le traite d'imbécile, un acte de profanation qui sème le doute dans l'esprit du roi Thous. En sécurité, le Docteur, ses compagnons ainsi que Sean et Jacko, deux mineurs Irlandais en fuite, mettent au point un plan pour kidnapper Zaroff et mettre un terme à la destruction du monde. Ainsi, Sean et Jacko sont envoyés auprès des hommes et femmes-poissons pour qu'ils cessent de produire de la nourriture, ce qui donne lieu à une scène où les hommes-poissons se baladent sous la mer. Le Docteur, déguisé en un bohémien vendeur de tapis au marché atlante, réussit à éloigner Zaroff de ses gardes et le kidnappe.
Ramené dans la salle secrète, Zaroff simule une crise cardiaque avant de poignarder Ramo avec un trident et de s'enfuir. Il regagne la cour, où le roi Thous, confronté à la crise alimentaire (le plancton ne se conservant pas, leur peuple n'a aucun stock pour faire face à une famine) et ayant perdu foi en Zaroff, l'accuse d'être un imposteur. Celui-ci utilise ses gardes pour évincer Thous et commencer le lancement du drainage de l'océan dans un élan de délire mégalomaniaque.
Le Docteur retrouve Thous blessé dans la salle du trône et le ramène dans leur salle secrète. Ils projettent de détruire le laboratoire de Zaroff en l'engloutissant sous l'eau. Alors que Jacko et Sean préviennent la population des parties basses d'Atlantis, Ben et le Docteur sabotent les valves de sécurité pour que l'eau s'infiltre. L'eau monte progressivement, Jamie et Polly arrivent à nager vers la sécurité tandis que le Docteur tente de retrouver Zaroff pour le raisonner. Celui-ci, abandonné par son équipe et devenu complètement fou, refuse de quitter son laboratoire. Afin de l'empêcher d'accéder à la machine enclenchant la détonation, Ben est obligé de l'enfermer derrière une grille et il s'y noiera peu de temps après le départ du Docteur et de Ben.
Ils réussissent à revenir à la surface et retrouvent Jamie et Polly, tandis que de leur côté, les atlantes survivant décident d'abandonner le culte d'Amdo. Le TARDIS repart sous les yeux incrédules de Sean et Jacko. Alors que le Docteur tente de prouver qu'il peut contrôler le TARDIS en partant sur Mars, une force extérieure commence à perturber le vaisseau et tous se cramponnent à la console de bord.

## Continuité
- L'épisode recommence immédiatement après la fin de l'épisode précédent, avec l'entrée de Jamie dans le TARDIS. De plus, en atterrissant sur l'île, Polly croit être retournée dans les Cornouailles.
- Le message que le Docteur transmet à Zaroff est signé "Dr W."
- Au début de l'épisode, Ben croise les doigts pour ne pas recroiser la route des Daleks.
- On trouvera d'autres explications à la submersion d'Atlantis dans les épisodes « The Dæmons » et « The Time Monster »[1].
- Comme les épisodes « The Power of the Daleks » et « The Highlanders » sont tous les deux considérés comme perdus, la deuxième partie de cette série devient le tout premier enregistrement complet montrant Patrick Troughton sous les traits du Docteur et Frazer Hines dans le rôle de Jamie McCrimmon.
- La ligne de dialogue scandée par le professeur Zaroff à la fin de l'épisode est réutilisée par Davros à la fin de l'épisode « La fin du voyage »
- Cet épisode marque la dernière apparition du chapeau haut-de-forme de vagabond porté par le Second Docteur.